# Saadat Hasan Manto
Saadat Hasan Manto (urdu: ‏‏سعادت حسن منٹو) (n. 11 mai, 1912 – d. 18 ianuarie, 1955) a fost un scriitor pakistanez de limbă urdu. Opera sa principală este Toba Tek Singh.